# Spiranthes alticola
Spiranthes alticola är en orkidéart som beskrevs av David Lloyd Jones. Spiranthes alticola ingår i släktet skruvaxsläktet, och familjen orkidéer.
Artens utbredningsområde är New South Wales. Inga underarter finns listade i Catalogue of Life.